# Lavendelolie

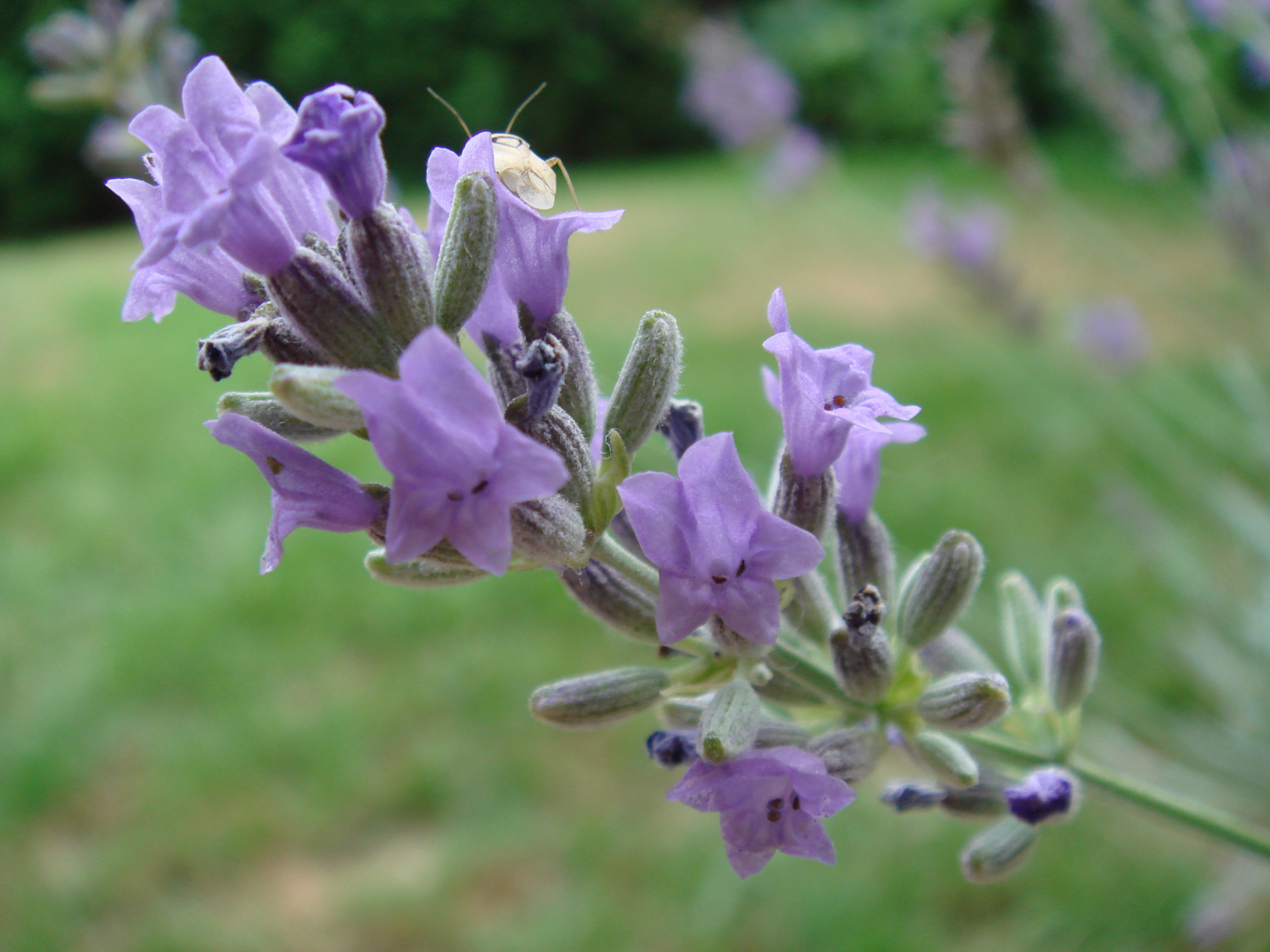
Lavendel

Lavendelolie is een etherische olie die door stoomdestillatie uit diverse soorten lavendel wordt verkregen.

## Eigenschappen
Lavendelolie is een vrijwel kleurloze olie. De hoofdbestanddelen zijn linalool en linalylacetaat. Daarnaast bevat het o.a. terpineen-4-ol, lavendulylacetaat, ocimeen en bèta-caryofylleen.
Door het hoge percentage linalool kan gebruik van lavendelolie leiden tot een allergische reactie.
Alle soorten lavendelolie kunnen bij verslikken een chemische longontsteking veroorzaken, vandaar dat de olie als schadelijk wordt geëtiketteerd.

## Soorten
Er worden in de handel een aantal soorten onderscheiden:
- Barreme: genoemd naar een plaats in de Franse Provence, deze olie (ook wel aangeduid als Lavendelolie 50/52) bevat 50 tot 52 procent linalylacetaat. De in de Provence geteelde lavendel geeft een olie met dit relatief hoge percentage linalylacetaat.
- Mont blanc: lavendel die op de hellingen van de Alpen wordt geteeld levert een olie op met minder linalylacetaat, namelijk 40 tot 42 procent (Lavendelolie 40/42). Aangezien er vrijwel geen lavendel meer geteeld wordt in de hogere berggebieden is de meeste Mont Blanc lavendelolie een mengolie waarbij verschillende soorten lavendelolie en linalool gemengd worden tot het gewenste percentage linalylacetaat is bereikt.
- Mitcham: ook wel Engelse lavendelolie genoemd. Deze olie wordt gemaakt uit lavendel die in Engeland wordt verbouwd.

## Oogst

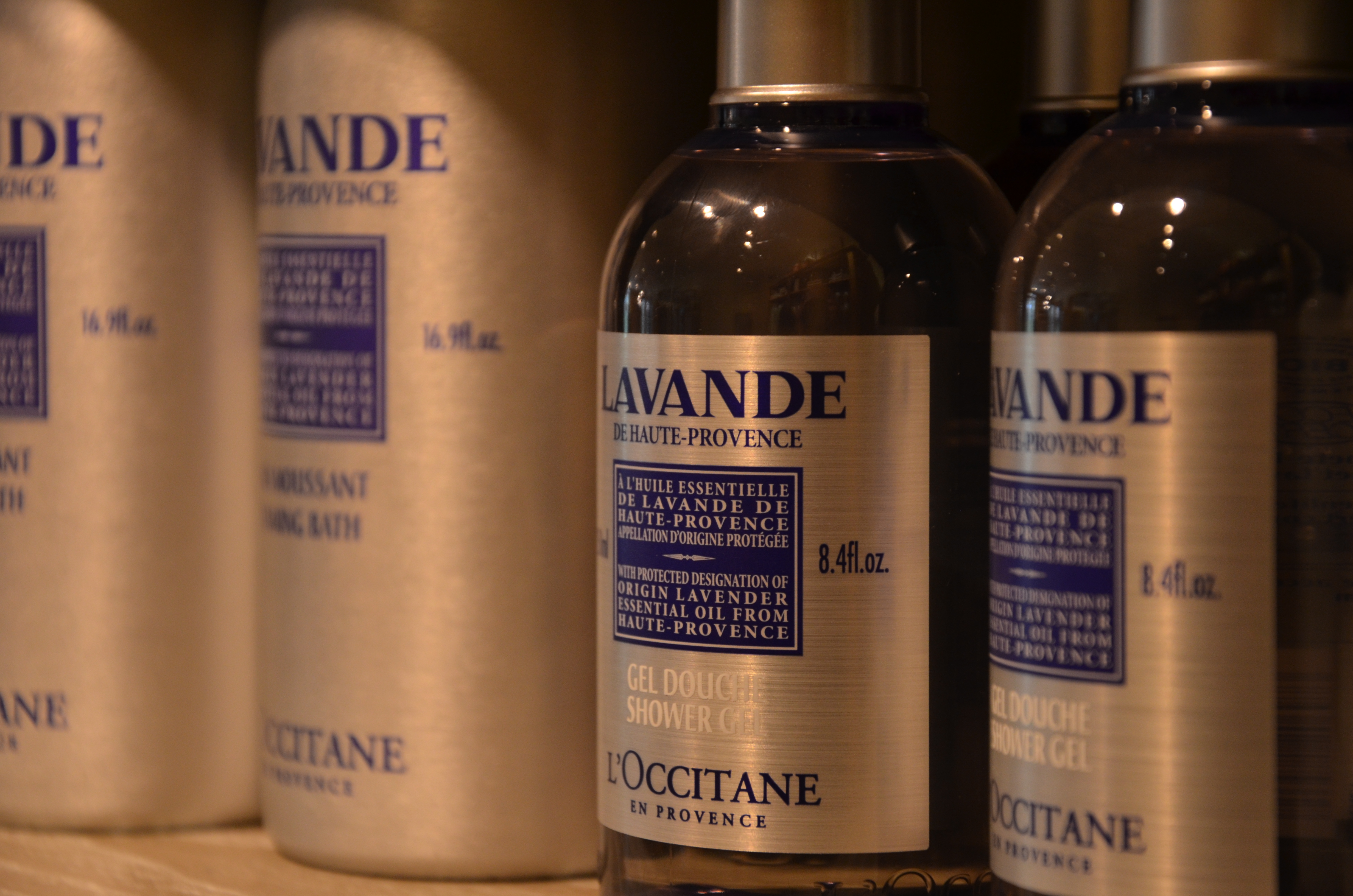

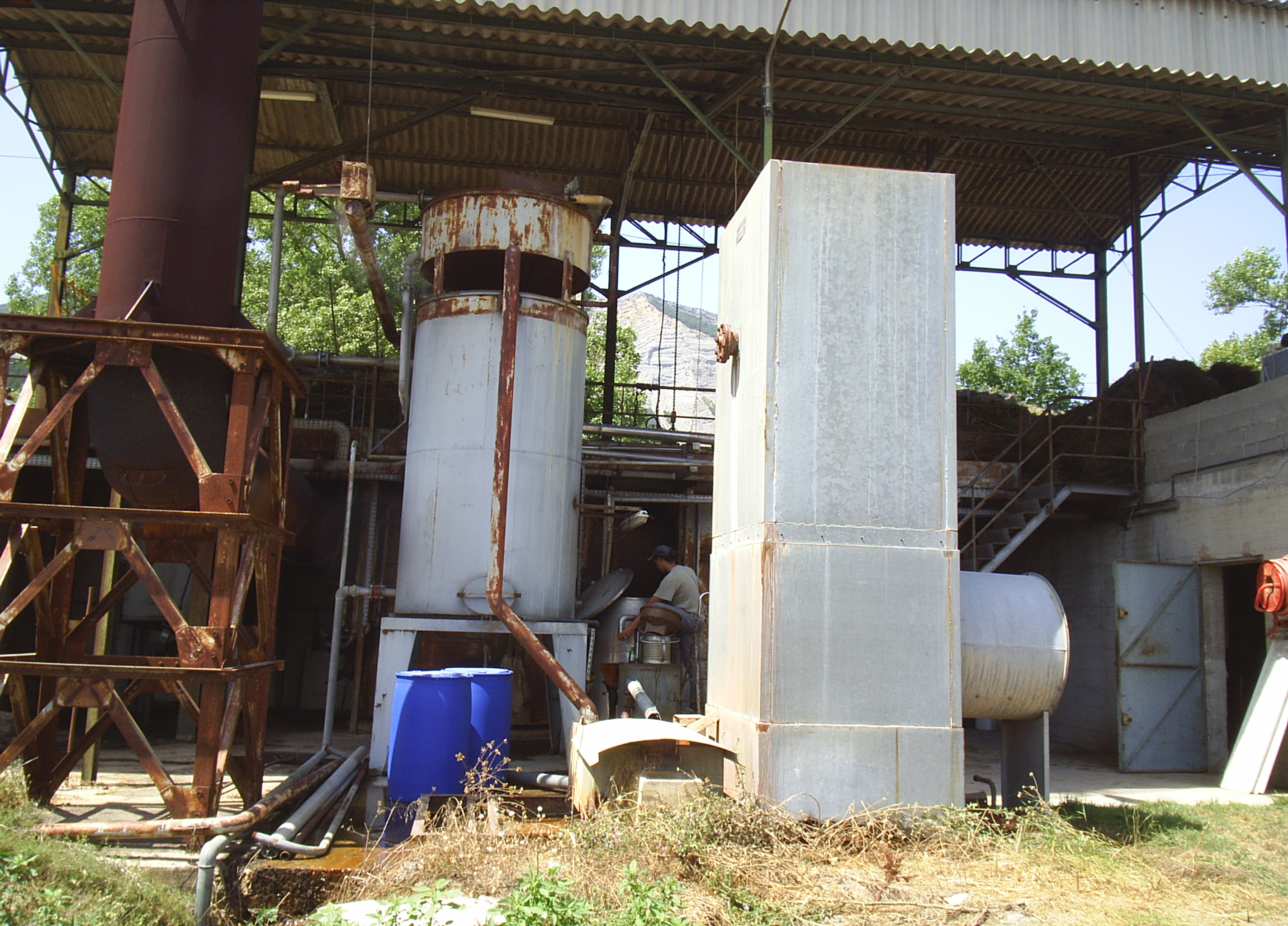
Primitieve stokerij

In Zuidoost-Frankrijk zijn er tot op heden kleine lavendelboeren die samen een coöperatie vormen en zodoende de kleine lavendelvelden kunnen bewerken, oogsten en in plaatselijke en primitieve stokerijen de olie uit de planten persen. Hiertoe wordt het geoogste gewas met de hand in roestvrijstalen ketels gedaan, waarna er een met beton gevulde tractorband boven op wordt gelegd. Dit gewicht is precies op maat van de binnen-diameter geprepareerd. Hierna wordt de ketel hermetisch afgesloten met een zwaar deksel. De ketel wordt dan van buitenaf verwarmd door een oven, die gestookt wordt met reeds geperste planten. Hierna wordt er heet water (ook op temperatuur gebracht door het stoken met reeds geperste planten) in de ketel geperst waardoor de druk, hitte en het hete water stoom ontstaat die de olie losmaakt uit de planten. De olie en het water worden door een korte pijpenconstructie geleid en opgevangen in een ketel waar aan de bovenkant een eenvoudig scheidingsfilter geplaatst is. De olie wordt door de gezamenlijke eigenschappen van het water én de olie bijna automatisch gescheiden en de olie is klaar om gebotteld te worden.

## Gebruik
Lavendelolie wordt zeer veel gebruikt als geurstof, zowel in fijne parfums en andere cosmetica als in wasmiddelen. Daarnaast in beperkte mate als smaakstof. Lavendelolie heeft een rustgevende en verlichtende werking en kan worden gebruikt als antisepticum en heeft vergelijkbare anxiolytische eigenschappen als lorazepam.

## Mogelijke schadelijke effecten
Veel etherische oliën, waaronder lavendelolie, kunnen bij inslikken 
giftig zijn.
Over het algemeen kan 5 milliliter van een 
verdunde etherische olie vergiftiging veroorzaken bij volwassenen, 
terwijl 2—3 milliliter giftig kan zijn voor
kinderen.
In 2014—2018 waren er in New South Wales 271 gemelde gevallen 
van lavendelolievergiftiging — voornamelijk bij kinderen — 6,1% 
van alle gevallen van etherische olievergiftiging. De belangrijkste 
giftige bestanddelen van lavendelolie zijn linalylacetaat en 
linalool.
Symptomen van vergiftiging door lavendelolie, bij inslikken, zijn onder 
meer wazig zien, moeite met ademhalen, brandende pijn in de keel, 
brandwonden aan het oog, verwardheid, verminderd bewustzijn, diarree, 
maagpijn, braken en huiduitslag. Op de huid aanbrengen van 
lavendelolie kan contacteczeem veroorzaken.

## Aromatherapie
In de aromatherapie neemt lavendelolie een zeer prominente plek in. Lavendelolie behoort daar tot de weinige soorten olie die ook onverdund op de huid worden gebruikt.
Toepassingen binnen de aromatherapie zijn:
- Bij misselijkheid
- Bij snijwonden, brandwonden en andere wonden
- Bij verkoudheid
- Tegen acne
- Tegen hoofdluis
- Tegen spanningen, depressie en slapeloosheid

Daarnaast worden door sommigen claims gemaakt voor behandeling van diverse aandoeningen, van reumatiek tot kanker.